# 비 (수학)

디지털 표준 텔레비전의 가로세로비.

비(견줄 비 比, 영어: ratio)는 서로 다른 두 수의 크기를 비교하는 것이다. 어떤 수가 다른 한 수의 몇 배인지를 나타내는 관계이다. 백분률로도 비교할 수 있으며, 이 배수를 비율(比率, 문화어: 비률, 영어: proportion)이라고 한다.

## 정의
두 수 {\displaystyle a}와 {\displaystyle b}의 비는 {\displaystyle a:b}와 같은 꼴의 표현이다. 여기서 a와b를 각각 비의 항이라 부르고, ' : ' 기호의 앞에 있는 항 {\displaystyle a}를 전항, 뒤에 있는 항 {\displaystyle b}를 후항이라고한다.
a:b와 b:a를 구별하기 위해서 a:b를 'a대 b', 'b에 대한 a의 비', 'a의 b에 대한 비', 'a와 b의 비'와 같이 여러 가지 방법으로 읽을 수 있다.
두 수 a와 b의 비가 다음과 같을 때,
{\displaystyle a:b}
비의 비율은 다음과 같다.
{\displaystyle {\frac {a}{b}}}
이때 a⁄b를 비율의 분수라 하고 이를 소수로 나타낸 것을 비율의 소수라 한다.

## 예
- 원주율 {\displaystyle \pi }는 원의 지름 {\displaystyle d}에 대한 원의 둘레 {\displaystyle C}의 비율로 정의 된다.[2]

{\displaystyle \pi ={\frac {C}{d}}}
- 속도는 시간의 변화량 {\displaystyle \Delta {t}}에 대한 위치 변화량 {\displaystyle \Delta {r}}의 비율로 정의 된다.[3] 그러나 이 경우 분자와 분모의 단위가 다르기 때문에 영어에서는 ratio가 아니라 rate (non-dimensionless ratio)라는 용어를 사용한다.

{\displaystyle V={\frac {\Delta r}{\Delta t}}}

## 통계비율
통계비율(統計比率)은 논리적으로 관계가 있는 두 가지의 통계 숫자에 관해서 한 편을 다른 편으로 나눈 몫이다. 따라서 통계비율의 논리적 성격을 결정하는 것은 분자 및 분모의 통계 숫자가 표상(表象)하는 통계집단의 상호관계이다. 이에 대응하여 통계비율은 다음과 같이 분류된다.
- 구조비율·분석비율(構造比率·分析比率): 이는 분모집단(分母集團)의 크기에 대한 부분집단의 크기의 비(比)로서 주어지는데, 통상 백분비(百分比) 또는 천분비(千分比)로 표시된다. 이는 집단의 질적 구조를 분석하는 경우 중요한 기능을 한다.
- 지수(指數): 이는 동종 집단의 크기 사이의 상호관계를 나타내는 것이나, 주로 시간적 또는 장소적 변화의 대소를 살피는 것이 목적이다. 지수 중 단독지수(單獨指數)라 불리는 것은 단일의 시계열(時係列)에 관해 그 변화를 상대적으로 나타내기 위해 산출된 지수이며, 종합지수라 불리는 것은 몇 개인가의 시계열의 변화를 종합적으로 표시하기 위해 산출된 지수이다. 물가지수나 생산지수 등은 종합지수의 대표적인 것이다.
- 관계비율(關係比率): 이는 이종(異種) 집단간의 관계를 나타내는 집단이며 분모집단에 대한 분자집단의 관계의 조밀(稠密)의 정도를 나타낸다. 이는 다시 분자집단이 분모집단에 대해 종속적인 관계를 갖는 경우의 발생 비율과, 대등한 대립관계를 갖는 경우의 대립비율(密度)로 나뉜다. 발생비율로서는 출생률이나, 사망률 등이 있고, 대립비율로서는 토지면적에 대한 인구의 비(比) 등이 있다. 비율을 비교하는 경우, 특히 주의를 요하는 것은 관계비율(關係比率)이다. 관계비율에 있어서는 분모집단의 각 부분집단이 분자집단에 대해 같은 관계에 있다고 할 수 없고, 조밀의 정도를 달리할 수 있다.

분모집단의 구조가 일률적으로 동질적이 아닌 경우에는 그것을 되도록 동질적인 부분집단으로 나누어 그 부분 집단마다에 대응하는 비율을 계산하여 비교할 필요가 있다. 만일 개개의 것에 관해서 비교하는 것이 곤란한 경우는 표준화의 방법이 유력한 구실을 할 것이다. 예컨대, 사망률에 있어서 지역간의 비교를 곤란하게 하는 요인은 분모집단인 인구의 연령구조의 차이이다. 그러므로 일정한 표준적인 연령구조(가령 전국에 걸친 것)를 갖는 인구집단을 산정하고, 비교할 실제의 인구집단이 표준적인 연령구조를 가질 경우, 사망 수가 얼마나 되는가를 계산(표준인구의 x 세 인구에 실제 인구의 x 세 사망률을 곱하여 합계)하고 그것을 표준인구로 나누어 표준화사망률을 도출한다.

## 같이 보기
- 프로포션